# Scholastic
Scholastic (orig.: Scholastic Corporation) ist ein US-amerikanischer Verlag, der sich auf pädagogische Inhalte für Schul- und Erziehungszwecke spezialisiert hat. Der Verlag dürfte am ehesten durch den Besitz der Rechte an der Harry-Potter-Reihe in den Vereinigten Staaten bekannt geworden sein.

## Der Verlag
Scholastic vertreibt seine Produkte neben dem regulären Buchhandel auch über das Internet oder durch Bücherclubs und -messen. Die Gesellschaft hat in letzter Zeit ihr Geschäft durch Übernahmen diverser anderer Firmen stark vergrößert, wie zum Beispiel Klutz Press, Tom Snyder Productions (ein Lernsoftware-Produzent) und vor allem durch den Literaturverleger Grolier, welcher durch die Grolier Multimedia Encyclopedia und das New Book Of Knowledge bekannt ist. Scholastic hat Firmenaktien auf dem NASDAQ-Finanzindex.
Nach der Veröffentlichung von Harry Potter und der Halbblutprinz im Jahr 2005 wurde der Verlag Ziel einer Kampagne, die von Greenpeace und der National Wildlife Federation ausging, welche zum Ziel hatte, Konsumenten dazu zu bewegen, die Ausgabe des Buches besser beim kanadischen Verleger Raincoast Books zu kaufen, da Raincoast Books anpries, das Buch auf gänzlich wiederverwendetem Papier zu drucken, wohingegen Scholastic keine genauen Angaben zum Druckpapier machte.
Bis zu seinem Tod im Juni 2021 war Richard Robinson Eigentümer von Scholastic. Der Sohn des Gründers hatte jahrzehntelang als Chairman, Chief Executive Officer und Firmenpräsident fungiert. 2017 wurde er mit dem Literarian Award for Outstanding Service to the American Literary Community des National Book Awards ausgezeichnet. Unter Robinsons Leitung erwirtschaftete die Organisation im Jahre 2005 2,079 Mrd. US-Dollar, wovon etwa die Hälfte Reingewinn war.

## Firmenabteilungen und Tochtergesellschaften
- Scholastic-Sparten:

- Scholastic Press
- Arthur A. Levine Books
- Cartwheel Books
- The Chicken House (Chicken House Deutschland ist ein Gemeinschaftsunternehmen von The Chicken House mit dem deutschen Carlsen Verlag, der zum schwedischen Bonnier-Konzern gehört)
- Graphix
- Little Shepherd
- Michael di Capua Books
- Orchard Books
- PUSH
- Scholastic en español
- Scholastic Paperbacks
- Scholastic Reference
- The Blue Sky Press

- Scholastic Büchermessen
- Scholastic Bücherclubs
- Scholastic At Home
- Scholastic Classroom Magazines
- Scholastic Education
- Scholastic Media
- Scholastic Library Publishing
- Scholastic National Service Organization
- eScholastic
- Lectorum Publications
- Scholastic Canada Ltd.

## Beispiele bekannter Veröffentlichungen
- Animorphs
- Gänsehaut
- Harry Potter (US-Version)
- Käpt'n Superslip (Captain Underpants)
- Star Wars